# Mesut Yılmaz
Pour les articles homonymes, voir Yılmaz.
Mesut Yılmaz, né le 6 novembre 1947 à Istanbul (Turquie) et mort le 30 octobre 2020 dans la même ville, est un homme d'État turc, ancien député de la Grande Assemblée nationale de Turquie et Premier ministre à trois reprises.
C'est l'ancien chef du Parti de la mère patrie (ANAP).

## Carrière politique
- Fondateur du Parti de la mère patrie (Anavatan Partisi) le 20 mai 1983 avec l'ancien vice-Premier ministre Turgut Özal
- Élu député de la Grande assemblée nationale de Turquie (novembre 1983)
- Désigné ministre d'État de l'Information (décembre 1983)
- Ministre de la Culture et du Tourisme (1986)
- Ministre des Affaires étrangères (décembre 1987)
- Premier ministre (gouvernements de juin - novembre 1991, mars - juin 1996, juin 1997- janvier 1999)